# 메논
《메논》(그리스어: Μένων)은 플라톤의 중기 대화편이다. 이 책의 주제는 탁월함의 획득 방식에 대한 질문으로 탁월함이 가르침이나 배움을 통해서 얻을 수 있는지, 탁월함의 교사가 있는 지를 논한다. 정의나 절제와 같은 특정한 미덕보다는 일반적인 덕의 의미, 덕 또는 아레테의 정의를 결정하려고 시도하는 것처럼 보인다. 대화편 시작 부분에서 소크라테스식 대화법이 이루어지고 메논 장군은 혼란과 난제에 빠진다. 그러나 소크라테스는 메논의 역설(배우는 자의 역설)에 대한 응답으로 영혼의 불멸과 ‘상기설’(想起說, anamnesis)과 같은 적극적인 아이디어를 제시한다. 소크라테스는 교육을 받은 적이 없는 메논의 노예 소년에게 수학 법칙과 공식을 알려주지 않고 오로지 질문만을 통해 스스로 답을 찾을 수 있도록 하고 이것이 가능함을 보인다.

## 등장 인물
- 소크라테스
- 메논
- 아뉘토스
- 메논의 노예

## 추가 문헌
- 《플라톤의 프로타고라스/ 라케스/ 메논 - 원제 Platonis Opera 3》, 박종현(옮김), 서광사, 2010.
- 《파이드로스/메논 - 원제 Phaedrus Menon》, 천병희(옮김), 도서출판 숲, 2013.
- 《메논 - 원제 Menon 정암고전총서 플라톤 전집 2》, 이상인(옮김), 아카넷, 2019.